# Біллі Пайпер
Біллі Пайпер (англ. Billie Piper, нар. 22 вересня 1982 року, Свіндон, Велика Британія) — британська співачка, танцюристка і акторка. Виконавиця ролі Роуз Тайлер у відновленому «Докторі Хто».

## Життєпис
Народилась у сім'ї будівельника Пола Пайпера та Менді Кент старшою з чотирьох дітей. При народженні названа Ліенн Пол, але за кілька тижнів рішення змінили. Має брата Чарлі та двох сестер: Харлі та Еллі.
Одружилася з на 16 років старшим телеведучим Крісом Евансом у травні 2001 року через півроку знайомства на таємній церемонії у Лас-Вегасі. Пара розійшлася у 2004 році, але офіційно розлучена лише у травні 2007 року.
З 2004 до 2006 року жила зі студентом на ім'я Амаду Соуе.
З 2007 року у шлюбі з актором Лоуренсом Фоксом. Першу дитину Вінстон Джеймс Фокс народила у жовтні 2008 року.

## Фільмографія
| Рік       |    | Українська назва                     | Оригінальна назва            | Роль                                 |
| --------- | -- | ------------------------------------ | ---------------------------- | ------------------------------------ |
| 1996      | ф  | Лідер                                | The Leading Man              | Епізодична роль, не вказана у титрах |
| 1996      | ф  | Евіта                                | Evita                        | Епізодична роль, не вказана у титрах |
| 2000      | тф | Вікторія Вуд                         |                              | Епізодична роль                      |
| 2000      | тф | Вечірка в парку                      |                              | Оповідачка                           |
| 2004      | тф | Белла і хлопці                       | Bella and the Boys           | Белла                                |
| 2004      | тф | Хлопчик з кальцію                    | The Calcium Kid              | Енджел                               |
| 2004      | ф  | Зроби це за 30 секунд                | Thing To Do Before You're 30 | Вікі                                 |
| 2005—2010 | с  | Доктор Хто                           | Doctor Who                   | Роуз Тайлер                          |
| 2005      | ф  | Пастка для привидів                  | Spirit Trap                  | Дженні                               |
| 2005—2005 | с  | Шекспір                              | Shakespeare                  | Герой                                |
| 2006      | тф | Рубін в імлі                         | The Ruby in the Smoke        | Саллі Локарт                         |
| 2007      | тф | Менсфілд Парк                        | Mansfield Park               | Фенні Прайс                          |
| 2007      | тф | Тінь «Полярної Зірки»                | The Shadow in the North      | Саллі Локарт                         |
| 2007—2007 | с  | Таємний щоденник дівчини за викликом | Secret Diary of a Call Girl  | Белль                                |
| 2010      | мф |                                      | Animals United               | Бонні (голос)                        |
| 2014—2016 | с  | Страшні казки                        | Penny Dreadful               | Брона Крофт                          |
| 2016      | ф  |                                      | City of Tiny Lights          | Шеллі                                |
| 2018      | ф  |                                      | Two for Joy                  | Лайла                                |
| 2019      | ф  | Небезпечна жінка                     | Rare Beasts                  | Менді, також режисер і сценарист     |
| 2019      | ф  |                                      | Eternal Beauty               | Нікола                               |
| 2022      | ф  | Кетрін, на прізвисько Пташка         | Catherine, Called Birdy      | мати Кетрін                          |
| 2025      | с  | Венздей                              | Wednesday                    | Айседора Капрі                       |

## Дискографія
- 1999: Honey to the B
- 2000: Walk of Life
- 2005: The Best of Billie
- 2007: The B-Sides Collection

## Премії та номінації

### Премії
- 1999 — Smash Hits Awards: Best Female
- 1999 — Smash Hits Awards: Best Dressed Female
- 2005 — The National Television Awards: Most Popular Actress
- 2005 — BBC Face Of The Year
- 2005 — BBC Drama Awards: Best Actress
- 2006 — The South Bank Show Awards: The Times Breakthrough Award — Rising British Talent
- 2006 — TV Choice/TV Quick Awards: Best Actress
- 2006 — The National Television Awards: Most Popular Actress
- 2006 — BBC Drama Awards: Best Actress
- 2006 — Tric Awards: Best New Talent
- 2006 — GQ Magazine Awards: Woman of the Year
- 2006 — BBC Drama Awards: Exit of the year

### Номінації
- 2006 — Broadcasting Press Guild Awards: Best Actress (за ролі у телесеріалах Доктор Хто та «Шекспір» — «Багато галасу з нічого»)
- 2006 — BAFTA Cymru Awards: Best Actress
- 2007 — TV Choice/TV Quick Awards: Best Actress Mansfield Park
- 2008 — Rose d'Or: Special Award for Best Entertainer (за Таємний щоденник дівчини за викликом[ru])